# Tóraszekrény
A tóraszekrény vagy frigyszekrény (askenáz közegben aron ha-berít [héberül אָרוֹן הַבְּרִית] "a Szövetség Ládája"; vagy aron ha-kodes [héberül אָרוֹן הַקּדֶש] "a Szentség Ládája"; szefárd közegben hékhal [héberül הֵיכַל] "szentély") a zsinagógák és zsidó imaszobák egyik berendezési tárgya, mely a tóratekercsek tárolására szolgál, ezáltal a zsinagóga terének legszentebb helye. Rendszerint egy örökmécsest helyeznek elé (nér tamid). A zsinagógabeli tóraszekrény a jeruzsálemi szentélyben elhelyezett Szövetség Ládáját szimbolizálja, melyben a mózesi törvényeket tartalmazó két kőtáblát tárolták.

## Eredete és története
A Szövetség Ládájának elkészítésére való felhívást és a láda részletes leírását a Bibliában a 2Mózes 25:10-22 és 37:1-9 szakaszaiban találjuk meg. Az említett bibliai szöveghelyek szerint egy akácfából készült ládát kell elképzelnünk, melyet kívül-belül arannyal vontak be, a két oldalán két-két karikában két akácfa rúd – szintén arannyal bevonva – szolgálta a láda hordozhatóságát. A ládára pedig egy színarany fedelet készítettek, melynek két végén két arany kerub volt, szárnyukat kiterjesztve, testükkel egymás felé, arccal a fedél felé fordulva. A leírás szerint a két kerub között fog megjelenni az Örökkévaló, ott találkozik az emberekkel és onnan tanítja meg a törvényeket Izrael fiainak. Az említett ládába helyezték el a kinyilatkoztatás kőtábláit, melyeket Mózes a Sínai-hegyen kapott. Ezek tartalmát a tóratekercsek révén örökítették át és jelenleg is ez a judaizmus alapját képező szent szöveg. Ezek alapján a láda és tartalma a későbbiekben a betartandó törvényeket és az Örökkévaló emberekkel kötött szövetségét szimbolizálta, míg a fedél az isteni jelenlétet. A láda és a többi szent tárgy is egy szintén isteni leírást követő hajlékba vagy sátorba került, amelynek feladatát majd Salamon idejében a jeruzsálemi szentély veszi át.
Történetileg különböző időszakokat különíthetünk el abból a szempontból, hogy a törvényeket tartalmazó ládát hol, milyen körülmények között tárolták. Ez alapján az első templomot megelőző időszakról beszélhetünk a törvényadástól a salamoni templom megépítéséig, mely idő alatt a ládának állandó helye volt a Szentek Szentjének nevezett belső sátorban, de időről időre elővették, ha szükség volt rá, mivel az Örökkévaló jelenlétét szimbolizálta. Az első templom időszakáról beszélhetünk attól kezdve, hogy a bibliai elbeszélés szerint Salamon megépítette a templomot, ekkor a ládát a legbelső szentélyben helyezték el.
Az első templom korának végére, a babiloni fogság idején Jeremiás 3:16 alapján feltételezhetjük, hogy a ládát eltávolították a belső szentélyből, ettől az időszaktól kezdve kétséges a láda, illetve a kőtáblák helye. Ezt követően már csak a második templom időszakáról beszélhetünk, mely a babiloni fogság után, i.e. 506–i.sz. 70 közöttre datálható, azonban a talmudi hagyományból tudjuk, hogy ebben az időszakban már nem tárolták a ládát a templomban. Jelenleg is számos elmélet kering a köztudatban azt illetően, hogy mi történhetett ezekkel és hova kerültek, hogy léteznek-e még vagy már megsemmisültek.
A Szentek Szentje és a tóraszekrény közötti párhuzam magyarázata már alexandriai Philónnál megjelenik. Eszerint a jeruzsálemi szentély szentsége a tóratekercsekből  eredt, így később, amikor a szentély ismételten megszűnik, a Tóra tanulása, illetve intézménye semmit sem veszít szentségéből, sőt jelentése átalakul, szimbolikussá válik, a Szentek Szentje helyett a Tóra és közvetetten a tekercsei váltak az Örökkévaló megtestesülésének helyszínévé.

## Elhelyezkedése a zsinagógai térben
Már a második templom korában épített zsinagógák esetén is megfigyelhető számos azonosság a későbbi zsinagógaépítészettel. Például kevés kötelező és állandó berendezési tárgyat határoz meg a hagyomány, mindössze a tóraszekrény és a bima, mellyel minden esetben rendelkeznie kell az imahelynek. Azonban mivel ezek kialakítását sem szabályozzák szigorúan, noha az idő folyamán kialakultak bizonyos szokások, az építészek sajátos nyelvet dolgoztak ki az építészeti megoldásokat illetően. Főként a modern építészetben a szent szöveghez hasonlóan alkotják meg a zsinagógai teret, gyakran helyeznek el utalásokat, rejtett üzeneteket; valamint a kabbala alapú térrendezést is előszeretettel alkalmazzák.
A tóraszekrény általában a zsinagóga, illetve imaterem Jeruzsálem felé eső falán helyezkedik el, Jeruzsálemben pedig a helyiség Templom- hegy felé néző oldalán. Ez alapján a Jeruzsálemtől nyugatra eső területeken a zsinagógák keleti (héberül mizrah) falán található a tóraszekrény, és ennek elterjedtsége miatt előfordul, hogy Izraeltől keletre fekvő helyeken is az épület keleti oldalán helyezik el a tóraszekrényt, annak ellenére, hogy a földrajzi adatok alapján azt nyugat felé kellene tájolni. A legtöbb zsinagógában és imahelyen mindössze egy tóraszekrény található, azonban néhány régi, főleg Észak-Afrikai területen található zsinagógában két-három is található belőle a keleti falon. A szekrény általában valamilyen emelvényen áll vagy lépcsőkkel emelik el a zsinagóga padlójától.

## Kialakítása, részei
A zsinagógaépítészetnek és képzőművészetnek nem volt egyedi stílusa, mindig az adott területen és időszakban meghatározó stílusirányzatok alapján alakított ki egyedi értelmezést vagy valamilyen egyedi változtatást.
A legkorábbi, feltárt zsinagógákban és a korai ábrázolások alapján többféle tárolási módszer létezett. A Dura-Europosban feltárt zsinagógában a tóratekercseket vélhetően elfektetve, egy hordozható, fa rekeszben, a keleti falon kialakított fülkében tárolták. Ugyanakkor számos másik példa mutatja, hogy a tóratekercsek tárolására valamilyen külső helyiség szolgált, ahonnan egy hordozható szekrényben bevitték a tekercseket az imahelyre, amikor olvasták őket. Az antik zsinagógák kialakításában, dekorációjában az egyszerűség dominál, elsődleges a funkcionalitása, azonban már ekkor is megfigyelhető a nonfiguratív, ornamentikus díszítés.
A középkorban készült ábrázolásokon a tórafülkék már magasabbak, melyekben a tekercseket állítva, valamilyen szövetbe csomagolva helyezték el.  A reneszánsz és a barokk időszaka jelentős változást hozott a zsinagógaépítészetben a méret és díszítettség tekintetében. Ezt az időszakot a hatalmas, falba beépített vagy ahhoz hozzáépített tóraszekrények jellemzik. A barokk hatására jelent meg német területen az oszlopokkal, párkányzattal, oromzattal díszített és méretben megnövelt, de még fülkéhez hasonló tóraszekrény, mely a 18. századot követően hamar elterjedt egész Kelet-Európában. Ez a díszítettség nagyban hozzájárult a judaizmus szimbolikájának, valamint a liturgikus tárgyak, illetve a vallási szokásokhoz kapcsolódó tárgyak művészi kialakításának fejlődéséhez.
A 15. századi olaszországi héber nyelvű kéziratokban jelenik meg egy új típusú tóraszekrény, mely egy önálló, magas, kétajtós szekrény, felső részében a tóratekercseket, alsó részében pedig a különböző liturgikus tárgyakat tárolták. Ezt a szekrénytípust később továbbfejlesztették, egy dekorelemet helyeztek a szekrény tetejére általában a mózesi törvények kettős kőtábláinak ábrázolásával, ez a típus vált elterjedté szefárd területeken.
A 18. században elterjedt a neoklasszika hatására a félköríves, fülkés kialakítású tóraszekrény, azonban már ekkor megfigyelhető a mór stílusjegyek használata, mivel a neoklasszika elemeit rendszerint a kereszténységgel azonosították. A 19. században az emancipáció hatására megfigyelhető kettősség, egyik oldalról a kisebb közösségekben az építészet és a tóraszekrény kialakításának egyszerűsödése, puritánabb díszítettsége protestáns mintára, másik oldalról katolikus templomokra jellemző gazdagon dekorált mintát követve, nagyobb közösségek esetén a nagyméretű, mór stílusú épületek emelése és a keleties dekorelemek használata jellemző. A II. világháború után a tóraszekrény a funkcionalitáson felülemelkedve egyre inkább művészi alkotásként jelenik meg, lehetőséget adva a művészeknek és mestereknek a különböző anyagokkal és stílusokkal való kísérletezésre.
Míg a modern tóraszekrények változatossága az időbeli fejlődésnek köszönhető, manapság megfigyelhető a különböző kialakítású szekrények területi megosztottsága. Askenáz területen a tóraszekrényt általában a falba süllyesztett (tórafülke) vagy a falhoz hozzáépített helyiségként alakítják ki, ezzel szemben szefárd területen, illetve a haszid közösségekben inkább jellemző a különálló, hordozható, valóban szekrényhez hasonlító kialakítás.

### A szekrény díszítőelemei
A Tízparancsolat (2Mózes 20:3-17) második parancsolata határozottan tiltja a különböző ábrázolásokat, azonban ennek értelmezésére két hagyomány fejlődött ki: az első szerint minden ábrázolás tilos, míg a másik szerint csak azok az ábrázolások tilosak, melyek bálványimádásra adhatnak okot. Ez utóbbi, megengedőbb gondolkodásmód lett elterjedtebb, és a zsidóság az idők során kifejlesztett egy egyedi vizuális kultúrátképi világot, ábrázolásmódot, melyre fokozottan jellemző a szimbólumok használata és különböző bibliai szöveghelyek megidézése egy-egy jelkép vagy személy révén.
A tóraszekrény díszítőelemei alapvetően három típusba sorolhatók: bibliai jelenetek vagy szereplők, zsidósághoz kapcsolódó szimbólumok és állatok.
A tóraszekrény dekorációja a történelem során az éppen aktuális építészeti és képzőművészeti stílusok hatására változott. Kezdetben, az antik zsinagógák esetében erőteljesen meghatározta a dekorelemeket a figuratív ábrázolás tiltása, így inkább csak ornamentikus dekorációt, esetenként graeco-román, illetve pogány hatásra csillagokat vagy zodiákus jegyeket alkalmaztak. A későantikvitásban (4-5. század) jelennek meg a szentélyt, illetve annak berendezési tárgyait ábrázoló díszítések, melyek a szentély lerombolása után a szentség folytonosságát hivatottak átörökíteni.
A szekrény előtt általában elhelyeznek egy díszített tóraszekrény-függönyt (parokhet, ‘függöny’ héberül פָּרֹכֶת), mely fölé egy ugyancsak díszített fedő elem (kaporet ‘a bűn fedele vagy fedél, tető’, héberül כַּפֹּֽרֶת) kerül. 2Mózes 26:31-33 alapján a parokhet funkciója, hogy elválassza a “szentet a szentek szentjétől”. Ugyanezen szöveghelyen található a parokhet színére vonatkozó leírás is, mely alapvetően kék bíbor, piros bíbor és karmazsin. Ennek megfelelően a zsidó liturgikus év során a parokhet színe alapvetően a piros, bordó vagy ezek valamilyen árnyalata, Hosana Rabba, az őszi nagy ünnepek idején pedig fehér (ez kulturálisan is a bűnbánat, megtisztulás színe). Emellett amennyiben a közösségnek lehetősége van rá, Savuót idején a zsinagógai élőnövényből készült dekorációt kiegészíthetik zöld tóraszekrény-függönnyel is, mely az ősi aratási ünnep mellett a Sinai-hegyen történt tóraadáshoz kapcsolódó élet, újjászületés reprezentációját erősíti.
A parokhet elkészítése hagyományosan a közösségbeli nők feladata volt, ma azonban már számos helyen vásárolható kész vagy választható díszítőelemekkel kiegészíthető tóraszekrény-függöny is. Fontos kiemelni, hogy a parokhet csak askenáz közegben elterjedt, szefárd közösségekben csak Tisa Beáv idején helyeznek fekete függönyt a tóraszekrény elé a gyász jelképeként, ugyanekkor az askenáz rítus szerint leveszik a függönyt a tóraszekrényről.
A dekoráció és díszítettség a szekrényben elhelyezett tekercsek szentségét hivatottak tükrözni, illetve kivetíteni, így a dekoráció szempontjából számtalan lehetőséget nyújt mind a tárolóelem, a függöny és a fedőrész is. A szekrény belsejét általában kibélelik valamilyen díszes anyaggal vagy arany színű festékkel vonják be.
A tóraszekrényen és ha van, akkor a függönyön elhelyezett díszítőelemekben közös, hogy képi világuk a zsidóság kiválasztottságát és a történelmük során kiemelt bibliai szimbólumokat (kőtáblák, kerubok, korona, oroszlánok), valamint a jeruzsálemi szentélyt vagy hajlékot, illetve annak berendezési tárgyait (szent kenyerek asztala, gyertyatartó/lámpás, oltár) idézik, melyeknek a késő antikvitás után fokozatosan gyarapodott a szimbolikus jelentése.
Dekorelemként a szentély egésze általában a Salamon korában épült jeruzsálemi templom mintájára jelenik meg, de jellegzetes még a kettős csavart oszlop és az ajtó megjelenítése önmagában vagy a szentély berendezési tárgyainak társaságában is.
A lámpás vagy menóra, mely legtöbbször hétágú gyertyatartó, elsődleges jelentősége a szentélybeli berendezési tárgy felidézése, azonban a későbbiekben már a törvényt, a törvény fényét is szimbolizálja, mivel a tóratekercs olvasása a gyertyák fényénél történik. Mindemellett az idők során számos újabb jelentés is kapcsolódott hozzá. A hanuka tekintetében egyértelmű a fény és a menóra kapcsolata a csodával és a templommal. Emellett, amikor a kereszténység terjedésével a különböző liturgikus tárgyakra keresztet helyeztek dekorációként, ezzel párhuzamosan zsidó községekben is megfigyelhető a menóra mint a zsidó identitás szimbólumának elhelyezése a különböző tárgyakon.
A törvények kőtábláinak jelentőségét nem lehet eléggé hangsúlyozni a zsidóság történetében, ezért nem véletlen, hogy amikor a törvényeket tároló szekrény díszítésére kerül a sor ezek is megjelennek rajta. A kőtáblák megjelenítése az elrejtett, szent tekercsek mellett igen érdekes lehetőséget teremt a művészi alkotószabadságra, melyet a modern építészet sokszor ki is használ.
A kerubok szimbolikája és értelmezése az egyik legproblematikusabb, mivel nincs explicit leírás a külsejüket vagy a természetüket illetően, csak közvetett szöveghelyek révén ismerjük néhány jellemzőjüket (állatszerű, szárnyas keveréklények, melyeknek négy arca van, két vagy három pár szárnyuk eltakarja testüket). Azonban a Szövetség Ládáján való megjelenésük miatt jelentőségük a kortárs ábrázolásokban is fennmaradt.
A szentélyhez kapcsolódó szimbólumok mellett a bibliai történetek ábrázolása is elterjedt volt, főleg a Dániel történet, melynek szimbolikus jelentése a megváltás és az isteni gondviselést hangsúlyozta. A zsidósághoz köthető tárgyakon jellegzetes ábrázolásmód, póz figyelhető meg az oroszlánokat illetően, általában két hátsó lábukon állva, mellső mancsaikat maguk elé tartva láthatók. Az oroszlán mint a zsidóság szimbóluma több helyen is megjelenik a Bibliában, ezek közül a leghangsúlyosabb Jákob 12 fiára mondott áldása (1Mózes 49:8-12), melyben Júdát az oroszlánnal azonosítja. “Jehúda, te, téged magasztalnak testvéreid – kezed ellenségeid nyakán – leborulnak előtted atyád fiai. Ifjú oroszlán Jehúda; zsákmánylásból jöttél fel fiam! Letérdelt, lehevert, mint oroszlán, mint nőoroszlán: ki kelti fel őt? Nem fog távozni a kormányvessző Jehúdából és a törvénypálcza a lábai közül, míg eljő Silóba és övé lesz a népek hódolása. Odaköti a szőlőtőhöz vemhéjét és a venyigéhez nőstényszamarának fiát; borban mosta öltözékét és szőlővérben ruháját; piros szemű a bortól és fehér fogú a tejtől.” A szöveg alapján a zsidóság Júda által összekapcsolódik az oroszlán mint jelkép és az uralkodás, védelem fogalmaival. Bálám áldásában is megjelenik az oroszlán mint a Tórát őrző, védelmező lény. Emellett természetesen az oroszlán mint királyi jelkép is gazdagította a szimbólum értelmezéseit, azonban a zsidóság szempontjából meghatározóbb a kabbalisztikus magyarázat az oroszlán zodiákus jegye alapján. A zsidó naptár szerint az oroszlán áv hónapra esik.

## Kapcsolódó szokások, liturgiai jelentősége
A tóraszekrénnyel kapcsolatban a tekercsek tárolása kapcsán, mint más a Tórával érintkező tárgyakkal kapcsolatban is számos szimbolikus szokás alakult ki. Például tilos eladni tóraszekrényt, ha már nem használják, illetve tilos a profán használata is, mivel a hozzá kapcsolódó szentségben egy tárgy növekedhet, azonban nem csökkenhet. Tehát egy, korábban ruhásszekrénynek készített és annak is használt tárgyból válhat tóraszekrény, azonban azt utána tilos ismét ruha vagy bármi más tárolására használni. Ugyanígy szentsége okán tilos a közelében aludni vagy háttal nekidőlni.  A szentség megjelenítéseképpen különleges, szép és tiszteletteljes helyen tárolják a Tórát, mivel büntetés sújtja azt a tudatlant, aki a szent jelző nélkül, csak egy dobozként tekint a frigyszekrényre.
Nyithatósága révén szimbolikus jelentőséggel bír imaalkalmakkor is. Például böjt idején az Ávinu málkénu kezdetű ima alatt nyitva kell lennie, a judaizmus alapvető imájának elejét, a Smá Jiszrael kezdetű hitvallást eltakart szemmel kell elmondani, amennyiben a tóraszekrény zárva van, hogy minél inkább az ima tartalmára koncentráljon a hívő. Alkalmanként az egyéni imádságot nyomatékosítják azzal, hogy kinyitott tóraszekrény mellett ajánlják fel imáikat a betegekért imádkozók. Amíg a tóraszekrény nyitva van, szokás szerint állva imádkozik a közösség. A nyitott tóraszekrényt kiemelt figyelemmel kell megközelíteni, nem szabad neki hátat fordítani sem.
A hagyomány szerint sohasem szabad üresen hagyni a szekrényt, így amikor Hosana Rabba vagy Szimhat Tóra alkalmával minden tekercset kivesznek belőle, egy égő gyertyát – a Tóra fényének szimbólumaként – szoktak elhelyezni benne.